# 영국 올림픽 협회
영국 올림픽 협회(영어: British Olympic Association, BOA)는 영국의 국가 올림픽 위원회이다. IOC 코드는 GBR이다. 본부는 런던에 있으며 유럽 올림픽 위원회에 소속되어 있다. 올림픽, 유러피언 게임을 비롯한 국제 스포츠 대회에 참가하는 영국의 선수들을 대표한다.
1905년에 설립되었으며 같은 해에 국제 올림픽 위원회의 승인을 받았다. 영국의 구성국인 잉글랜드, 스코틀랜드, 웨일스, 북아일랜드 이외에 영국의 왕실속령인 건지섬, 저지섬, 맨섬, 영국의 해외 영토인 앵귈라, 포클랜드 제도, 지브롤터, 몬트세랫, 세인트헬레나, 터크스 케이커스 제도를 관할한다.

## 같이 보기
- 올림픽 영국 선수단